# Energia di Fermi
In fisica, in particolare in meccanica quantistica, l'energia di Fermi è l'energia del più alto livello occupato in un sistema di fermioni alla temperatura dello zero assoluto. Il suo nome deriva dal fisico italiano Enrico Fermi.
Il termine "energia di Fermi" viene anche usato facendo riferimento al concetto di livello di Fermi, ampiamente usato nella fisica dei semiconduttori. L'energia di Fermi è il valore del potenziale elettrochimico allo zero assoluto,: a temperature maggiori, il potenziale chimico è una funzione della temperatura.

## Introduzione

### Contesto
In meccanica quantistica, le particelle di spin semintero sono chiamate fermioni: tra di esse, ad esempio, vi sono l'elettrone, il protone e il neutrone. I fermioni obbediscono al principio di esclusione di Pauli. Questo principio afferma che due fermioni identici non possono occupare lo stesso stato quantico. Ogni stato di un sistema è caratterizzato dai valori dell'insieme dei numeri quantici del sistema. In un sistema che contiene molti fermioni (come gli elettroni in un metallo), ciascun fermione ha un diverso insieme di valori dei numeri quantici.
Per calcolare l'energia minima di un sistema di fermioni è possibile raggruppare in insiemi gli stati che hanno la medesima energia e ordinare poi questi insiemi in ordine di energia crescente. Partendo dal sistema vuoto (senza nessun fermione), possiamo dunque aggiungere via via un fermione dopo l'altro, occupando in ordine tutti i livelli di energia più bassa, salendo di livello energetico ogni volta che si aggiunge un fermione. Quando tutte le particelle sono state così inserite, l'energia di Fermi è l'energia dello stato quantico più alto occupato.
Ciò ha come conseguenza che, anche se portiamo un metallo allo zero assoluto, gli elettroni all'interno del metallo sono ancora in movimento: il più veloce di essi, infatti, si muoverà con una velocità tale che la sua energia cinetica corrisponda all'energia di Fermi. Tale velocità è chiamata velocità di Fermi.
I livelli di energia dei fermioni sono spesso quantizzati per via della forma dell'energia potenziale a cui sono sottoposti: per esempio un elettrone di valenza in un metallo vede grandi variazioni dell'energia potenziale, che è negativa in prossimità dei nuclei del proprio atomo e positiva in vicinanza di altri elettroni appartenenti ad atomi differenti. L'energia degli stati varia con continuità se è superiore al valore massimo dell'energia potenziale vista dal fermione considerato ed è invece quantizzata sotto tale valore; in questo secondo caso, essa assume valori discreti via via maggiori (negativi se il fermione è legato, positivi se è libero) e sempre più addensati. L'energia di Fermi è l'ultima di tali livelli discreti appartenente al fermione libero nello stato occupato per ultimo. La presenza di altri fermioni della stessa specie vicini a quello considerato porta a un significativo aumento dei livelli d'energia quantizzata, tanto che se prima erano pochi, abbastanza ben definiti e ben separati, ora diventano molti e vicini tra loro, sebbene mantengano dei raggruppamenti divisi, comunemente rappresentati come bande continue: si veda la figura.

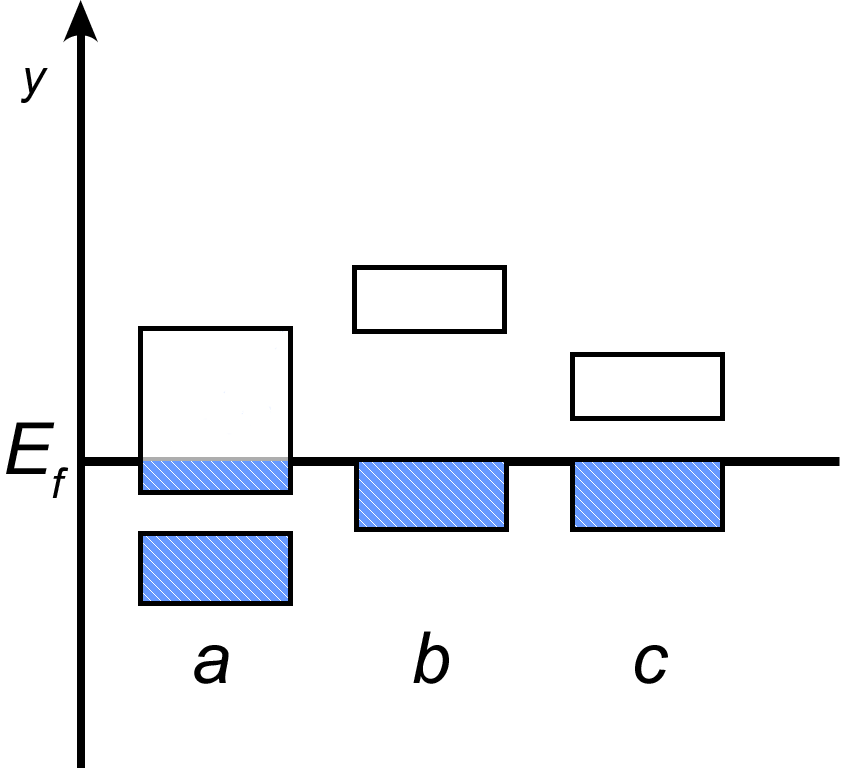
Struttura elettronica a bande nel caso di metalli (a), isolanti (b) e semiconduttori (c). È indicata la posizione del livello di Fermi E_{f}.

L'energia di Fermi è uno dei concetti fondamentali della fisica della materia condensata: viene usato, per esempio, per descrivere materiali conduttori, isolanti e semiconduttori. È inoltre importante nella fisica dei superconduttori, in quella dei liquidi quantici superfluidi (come lo 3He a basse temperature), nella fisica nucleare e per comprendere la stabilità delle nane bianche nei confronti del collasso gravitazionale.

### Approfondimenti sul contesto
L'energia di Fermi {\displaystyle E_{f}} di un sistema di fermioni non interagenti è pari all'aumento totale di energia dello stato di valenza quando le particelle vengono aggiunte sola una alla volta nel sistema. Parimenti, può essere vista come l'energia di un singolo fermione nell'ultimo livello almeno parzialmente occupato, cioè quello a energia massima. Il potenziale chimico allo zero assoluto coincide, come detto sopra, con l'energia di Fermi.

## La buca di potenziale in una dimensione
La buca di potenziale fornisce un modello per rappresentare una scatola unidimensionale: si tratta di un modello tipico della meccanica quantistica per il quale le soluzioni relative al caso della particella singola si ottengono in forma chiusa.
Indicando con {\displaystyle L} la lunghezza della buca (di altezza infinita) e con {\displaystyle n} il numero quantico che distingue i livelli permessi del sistema, l'energia dei vari livelli è data da:
{\displaystyle E_{n}={\frac {\hbar ^{2}\pi ^{2}}{2mL^{2}}}n^{2}}.
Supponiamo ora che invece di una sola particella, siano presenti nella buca {\displaystyle N} fermioni (di spin semi-intero). Per il principio di esclusione di Pauli, solo due particelle potranno avere la medesima energia; ad esempio, solo due particelle potranno avere l'energia:
{\displaystyle E_{1}={\frac {\hbar ^{2}\pi ^{2}}{2mL^{2}}}}
altre due l'energia:
{\displaystyle E_{2}=4E_{1}\ }
e così via. Si noti, infatti, che trattandosi di fermioni, sono possibili i due stati di spin +1/2 (spin su) e spin -1/2 (spin giù) e pertanto è possibile avere due particelle con la medesima energia che però, in ottemperanza al Principio di Pauli, non hanno tutti i numeri quantici identici.
Se ora consideriamo l'energia totale del sistema, è evidente che la situazione in cui l'energia totale è minima (cioè lo stato fondamentale) è quella in cui tutti i livelli fino al {\displaystyle N/2}-esimo sono occupati (e tutti quelli di energia maggiore sono vuoti). L'energia di Fermi di tale stato fondamentale è dunque:
{\displaystyle E_{f}=E_{N/2}={\frac {\hbar ^{2}\pi ^{2}}{2mL^{2}}}(N/2)^{2}}.

## La buca di potenziale a tre dimensioni
Il caso tridimensionale isotropo è noto come sfera di Fermi.
Si consideri una scatola tridimensionale cubica di lato {\displaystyle L} (si veda anche Buca di potenziale infinita), che è una ottima approssimazione per descrivere il comportamento degli elettroni in un metallo. Siano, poi, gli stati numerati da tre diversi numeri quantici {\displaystyle n_{x},n_{y}} e {\displaystyle n_{z}}. Le energie permesse della singola particella sono allora:
{\displaystyle E_{n_{x},n_{y},n_{z}}={\frac {\hbar ^{2}\pi ^{2}}{2mL^{2}}}\left(n_{x}^{2}+n_{y}^{2}+n_{z}^{2}\right)}
dove {\displaystyle n_{x},n_{y},n_{z}} sono interi positivi. Ci sono evidentemente una pluralità di stati con la stessa energia; ad esempio {\displaystyle E_{1,0,0}=E_{0,1,0}=E_{0,0,1}}
Supponiamo di introdurre ora {\displaystyle N} fermioni di spin {\displaystyle 1/2}, non interagenti, nella nostra scatola. Per calcolare l'energia di Fermi consideriamo il caso di {\displaystyle N} elevato. Se introduciamo il vettore:
{\displaystyle {\vec {n}}=\{n_{x},n_{y},n_{z}\}}
allora, ogni stato quantico corrisponderà, nello spazio {\displaystyle n}-dimensionale, a un punto con energia:
{\displaystyle E_{\vec {n}}={\frac {\hbar ^{2}\pi ^{2}}{2mL^{2}}}|{\vec {n}}|^{2}}
Il numero di stati con energia minore di {\displaystyle E_{f}} è pari al numero di stati all'interno della sfera di raggio {\displaystyle |{\vec {n}}_{f}|}, ovviamente considerando solo il 'primo ottante' cioè quella regione dello spazio {\displaystyle n}-dimensionale dove {\displaystyle n_{x},n_{y}} e {\displaystyle n_{z}} sono tutti positivi. Nello stato fondamentale questo numero è uguale al numero di fermioni presenti nel sistema:

I fermioni liberi che occupano lo stato di minor energia danno luogo a una sfera nello spazio del momento. La superficie di questa sfera è detta superficie di Fermi.

{\displaystyle N=2\times {\frac {1}{8}}\times {\frac {4}{3}}\pi n_{f}^{3}}
Il fattore {\displaystyle 2} è, ancora una volta, dovuto al fatto che ci sono due diversi stati di spin, mentre il fattore {\displaystyle 1/8} deriva dal fatto che solo un ottavo della sfera cade nella regione dove tutti gli {\displaystyle n} sono positivi. Si trova in questo modo:
{\displaystyle n_{f}=\left({\frac {3N}{\pi }}\right)^{1/3}}
cosicché l'energia di Fermi è data da:
{\displaystyle E_{f}={\frac {\hbar ^{2}\pi ^{2}}{2mL^{2}}}n_{f}^{2}}
{\displaystyle ={\frac {\hbar ^{2}\pi ^{2}}{2mL^{2}}}\left({\frac {3N}{\pi }}\right)^{2/3}}
Ne deriva la seguente relazione tra l'energia di Fermi e il numero di particelle per unità di volume (si noti che {\displaystyle L^{2}} è stato rimpiazzato da {\displaystyle V^{2/3}}, essendo {\displaystyle V} il volume):
{\displaystyle E_{f}={\frac {\hbar ^{2}}{2m}}\left({\frac {6\pi ^{2}N}{g_{s}V}}\right)^{2/3}}
dove N è il numero di particelle, m la massa a di ciascun fermioni, V il volume del sistema, {\displaystyle g_{s}} è il fattore di molteplicità di spin e {\displaystyle \hbar } la costante di Planck ridotta.
L'energia totale di una sfera di Fermi con {\displaystyle N_{0}} fermioni è così data da:
{\displaystyle E={\int _{0}}^{N_{0}}E_{f}(N)dN={3 \over 5}N_{0}E_{f}}

## Energie di Fermi tipiche

### Nane bianche
Le stelle conosciute con il nome di nane bianche hanno massa comparabile con quella del nostro Sole, ma un raggio 100 volte minore. Le alte densità così raggiunte fanno sì che gli elettroni non siano più legati ai singoli nuclei, ma formino invece un gas elettronico degenere. La densità elettronica in una nana bianca raggiunge l'ordine di 1036 elettroni/m3. Questo significa che l'energia di Fermi è:
{\displaystyle E_{f}={\frac {\hbar ^{2}}{2m_{e}}}\left({\frac {3\pi ^{2}(10^{36})}{1\ \mathrm {m} ^{3}}}\right)^{2/3}\approx 3\times 10^{5}\ \mathrm {eV} }

### Nuclei
Un altro tipico esempio relativo all'energia di Fermi è quello delle particelle presenti in un nucleo atomico, descritte in termini di meccanica statistica. Il raggio del nucleo è approssimativamente
{\displaystyle R=\left(1.25\times 10^{-15}\mathrm {m} \right)\times A^{1/3}}
dove {\displaystyle A} è il numero di nucleoni.
La densità di nucleoni in un nucleo è dunque:
{\displaystyle n={\frac {A}{{\begin{matrix}{\frac {4}{3}}\end{matrix}}\pi R^{3}}}\approx 1.2\times 10^{44}\ \mathrm {m} ^{-3}}
Poiché l'energia di Fermi si applica solo a fermioni tutti dello stesso tipo, è necessario dividere questa densità in due: ciò è possibile poiché la presenza di neutroni non influenza la densità di protoni e viceversa.
In questo modo l'energia di Fermi di un nucleo è:
{\displaystyle E_{f}={\frac {\hbar ^{2}}{2m_{p}}}\left({\frac {3\pi ^{2}(6\times 10^{43})}{1\ \mathrm {m} ^{3}}}\right)^{2/3}\approx 30\times 10^{6}\ \mathrm {eV} =30\ \mathrm {MeV} }
Poiché il raggio del nucleo può variare intorno al valore sopra riportato, il valore tipico dell'energia di Fermi, generalmente, è di 38 Mev.

## Il livello di Fermi
Il livello di Fermi è il livello occupato di maggior energia allo zero assoluto: in altri termini, tutti i livelli energetici fino al livello di Fermi sono occupati da elettroni.
Poiché i fermioni non possono coesistere in stati energetici identici (si veda il principio di esclusione), allo zero assoluto gli elettroni sono catturati dal livello energetico più basso disponibile creando il mare di Fermi di stati energetici elettronici. In queste condizioni, l'energia media {\displaystyle \left\langle {E}\right\rangle } di un elettrone può essere calcolata mediante la formula:
{\displaystyle \left\langle {E}\right\rangle ={\frac {\int _{0}^{E_{f}}g(E)E\,dE}{\int _{0}^{E_{f}}g(E)\,dE}}}
dove {\displaystyle g(E)} è la funzione della densità degli stati (il fattore {\displaystyle 2} a numeratore è dato dalla degenerazione degli elettroni, che possono avere {\displaystyle 2} possibili spin) e vale: {\displaystyle g(E)={\frac {2m_{e}^{3/2}V{\sqrt {E}}}{{\sqrt {2}}\pi ^{2}\hbar ^{3}}}}
Sostituendo si ottiene l'espressione per l'energia media:
{\displaystyle \left\langle {E}\right\rangle ={\frac {3}{5}}E_{f}}.
dove {\displaystyle E_{f}} è l'energia di Fermi.
Il momento di Fermi e la velocità di Fermi sono rispettivamente l'impulso e la velocità dei fermioni sulla superficie di Fermi, che si calcolano dall'energia con le usuali espressioni:
{\displaystyle p_{F}={\sqrt {2m_{e}E_{f}}}}       e      {\displaystyle v_{f}={\sqrt {\frac {2E_{f}}{m_{e}}}}},
dove {\displaystyle m_{e}} è la massa dell'elettrone.
Ora, analogamente a quanto fatto per l'energia media, è possibile determinare la velocità media dei fermioni:
{\displaystyle \left\langle {v}\right\rangle ={\frac {\int _{0}^{E_{f}}g(E)v(E)\,dE}{\int _{0}^{E_{f}}g(E)\,dE}}},
dove {\displaystyle v(E)={\sqrt {\frac {2E}{m_{e}}}}}
Si ottiene pertanto che {\displaystyle \left\langle {v}\right\rangle ={\frac {3}{4}}v_{f}}.
L'impulso di Fermi è normalmente utilizzato nel caso delle relazioni di dispersione tra l'energia e l'impulso che non dipendono dalla direzione. Nel caso più generale è invece necessario ricorrere direttamente all'energia di Fermi.
Sotto la cosiddetta temperatura di Fermi le sostanze mettono in evidenza via via sempre più gli effetti quantistici del raffreddamento: a temperature molto minori della temperatura di Fermi esse costituiscono un gas di fermioni 'degenere'. Tale temperatura è definita da:
{\displaystyle T_{f}={\frac {E_{f}}{k}}}
dove {\displaystyle k} è la costante di Boltzmann.

## Gas di elettroni liberi
In un gas di elettroni liberi (tipico esempio di un gas ideale di fermioni), gli stati quantistici possono essere distinti in base al loro impulso. Ciò è analogo a quanto avviene nei sistemi periodici, come nel caso degli elettroni all'interno della struttura cristallina di un metallo, introducendo il concetto di "quasi-momento" o "momento cristallino" (si veda Onda di Bloch). In entrambi i casi, gli stati corrispondenti all'energia di Fermi giacciono, nello spazio dell'impulso, su una superficie detta superficie di Fermi. Per il gas di elettroni liberi, la superficie di Fermi coincide con la superficie di una sfera mentre, per sistemi periodici, è solitamente una superficie più complessa (vedi Zone di Brillouin). Il volume racchiuso dalla superficie di Fermi definisce il numero di elettroni del sistema, mentre la topologia del volume è direttamente collegata alle proprietà di trasporto del metallo, come ad esempio la conduttività elettrica. Lo studio della superficie di Fermi è talora chiamata fermiologia. Le superfici di Fermi della maggior parte dei metalli sono state ampiamente studiate sia dal punto di vista teorico che sperimentale.
La seguente è l'espressione del potenziale chimico di un gas di fermioni non relativistici in equilibrio termico a temperatura {\displaystyle T}:
{\displaystyle \mu =E_{F}\left[1-{\frac {\pi ^{2}}{12}}\left({\frac {kT}{E_{F}}}\right)^{2}-{\frac {\pi ^{4}}{80}}\left({\frac {kT}{E_{F}}}\right)^{4}+\cdots \right]}
dove {\displaystyle E_{f}} è l'energia di Fermi calcolata sopra, {\displaystyle k} è la costante di Boltzmann e {\displaystyle T} è la temperatura. Si vede chiaramente che il potenziale chimico è (circa) uguale all'energia di Fermi a temperature molto minori della temperatura di Fermi {\displaystyle E_{f}/k}.
Valori tipici della temperatura di Fermi per i metalli sono dell'ordine 104 - 105 K. Di conseguenza, alla temperatura ambiente (300 K) l'energia di Fermi e il potenziale chimico sono, con ottima approssimazione, quasi uguali. Questa uguaglianza approssimata è importante per vari motivi, compreso il fatto che nella statistica di Fermi-Dirac compare esplicitamente il potenziale chimico alla varie temperature e non il suo valore a temperatura zero, cioè non compare esplicitamente la sola energia di Fermi.